# Vuurnatie
De Vuurnatie is een collectieve term voor een natie van mensen uit de fictieve wereld van de televisieserie Avatar: The Last Airbender. De Vuurnatie is een van de series’ “Vier Naties” en ligt dicht bij de evenaar van de planeet in de westerse hemisfeer. Zij bestaat uit een groep van vulkanische eilanden. Ondanks de oude grenzen is het leger van de Vuurnatie bezig met verschillende veldslagen in de wereld, als deel van een imperialistische oorlog met de andere naties.
De Vuurnatie is het land van een groep mannen en vrouwen die Vuursturen beoefenen, de pyrokinitische kunst om vuur te maken en beheersen.

## Uiterlijk
Leden van de Vuurnatie hebben zwart of donkerbruin haar, gouden, donkerbruine of donkergrijze ogen en een lichte huid. De oudere mannen hebben baarden en snorren en bijna alle Vuurnatie burgers hebben topknotjes. Vrouwen, tenminste die van hoge afkomst hebben meestal lange, scherpe, goedverzorgde nagels. Leden van het legers dragen rode en zwarte uniformen met af en toe wat goud. Burgers dragen rode en witte of roodgekleurde kleding. Mensen van adel en politici dragen een vlammend topknot stuk en de Vuurheer draagt een topknot stuk in de vorm van een gouden vlam. Hun kleding en architectuur heeft Chinese en Japanse invloed.

## Nationaal symbool
Het nationale symbool van de Vuurnatie is een gestileerde vlam, die gevorkt is in een drietand van tongen die omhooggaan. Het teken is vooral te zien op de vlaggen, uniformen, boegen van Vuurnatie oorlogsschepen, de zijkant van hun verschillende oorlogsvoertuigen en als een afbakening van Vuurnatie territorium. De koninklijke familie draagt het symbool in hun topknot. Dit symbool is gezien bij Azula, Azulon, Ozai, Lu Ten, Ursa en Zuko.
Het geld van de Vuurnatie bestaat uit gouden, zilveren en bronzen stukken van verschillende vormen en grootten, met het nationale symbool in het midden.

## Cultuur
Veel namen van Vuurnatie burgers bevatten harde tonen en de letter "Z," zoals Zuko, Ozai, Azula, Sozin, Zhao, Azulon, Kuzon, etc.
Weinig is bekend over het vasteland van de Vuurnatie. Geen buitenlandse macht heeft ooit geprobeerd de Vuurnatie binnen te vallen of ernaartoe te reizen vanwege haar verdediging. Veel Vuurnatie-soldaten praten nauwelijks over hun thuis en bijna alle verzamelde informatie over de Vuurnatie is daarna weer vernietigd. Hierdoor bestaat er geen helder beeld van de geografie, uiterlijk, bevolking of cultuur van de Vuurnatie. Wat wel bekend is dat de leiders gedreven worden door het doel van wereldoverheersing en dat niet alle burgers aan deze droom gewijd zijn, maar onderdrukt worden door het bewind van de Vuurheer.
In de tijd van Avatar Korra is de Vuurheer de dochter van Zuko, de vroegere vijand en daarna vriend van Aang. Als de in seizoen 4 van Avatar Korra wil de Vuurnatie niet mee helpen om de Aardenatie te verslaan.

### Seizoen
Elke natie van de Vier Naties is beïnvloed door hun eigen dominante seizoen. Het seizoen van de Vuurnatie is de zomer. De krachten van Vuurmeesters zijn verstrekt door de toename in temperatuur. Ook kunnen de Vuurmeesters geen vuur sturen als er een zonsverduistering is.

### Natuurlijke bronnen en voedsel
De Vuurnatie maakt gebruikt van metaalbewerkers en smidsen die ijzer en ander metalen gebruiken om hun forten en oorlogsschepen te versterken. Door gebruik te maken van kolen die door gevangenen uit mijnen gehaald wordt, zijn ze in staat massieve ovens van brandstof te voorzien.
Het eten voor haar bewoners bestaat uit noedels, rijst, kolen, thee en noten. De mensen hebben ook een smaak voor pittiger voedsel en houden van Vuur Vlokjes, Knetter-chips, en Vuur taartjes.

### Culturele festivals
Het "Vuur Dagen Festival" is een reizende straat kermis in Vuurnatie dorpen en steden, inclusief die in het voormalige Aarderijk. Zijn deelnemers dragen houten maskers en kooplieden verkopen een grote hoeveelheid souvenirs en eten. De attracties op het festival zijn onder andere poppenvoorstellingen, vuurwerk, Vuursturende jongleerders en goochelaars en andere vormen van Vuursturen. Zoals te zien is in haar culturele festivals, gebruikt de Vuurnatie propaganda om de nationaliteit en trouw te bevorderen vanaf een jonge leeftijd. (Een populaire attractie had Ozai als een held in een kinderpoppenvoorstelling.)

### Onderwijs
De Vuurnatie heeft een formeel onderwijssysteem dat in het algemeen veel lijkt op real-life schoolsystemen. Scholen voor kinderen van hoge afkomst kunnen gevonden worden op de buitenste eilanden. Studenten in bepaalde scholen beginnen het onderwijsproces zodra ze beginnen met Vuursturen, of met mensen die niet kunnen sturen, zodra ze kunnen lopen. Vakken zijn onder andere geschiedenis, muziek, etiquette, oorlogsvoering, en Vuursturen en worden onderwezen door verschillende leraren. Het onderwijssysteem werkt echter ook als een “vormproces” voor de geest, waardoor studenten een sterk gevoel van nationaliteit en trouw aan de Vuurheer ontwikkelen. Leraren houden strikte orde en discipline en weigeren de leerlingen dansen of een andere vorm van zelfuiting te leren. Daarnaast kan er censuur en propaganda gevonden worden in artikelen in geschiedenisboeken.

## Regering
De Vuurnatie wordt met harde hand geregeerd door de Vuurheer, de meest recente is Vuurheer Ozai. De titel Vuurheer is erfelijk, en wordt doorgegeven aan de oudste zoon van de Vuurheer. Er zijn echter uitzonderingen, zo was Ozai de 2de zoon van Vuurheer Azulon maar hij werd toch Vuurheer doordat hij Iroh’s geboorterecht had afgepakt. Wat onbekend is voor het volk is dat de huidige koninklijke familie verwant is aan Avatar Roku via Prinses Ursa’s bloedlijn.
De Vuurnaties regering is een absolute monarchie die een honderdjarige oorlog voert tegen de andere drie naties. Hun doel is een wereldimperium te creëren. De Vuurnatie deinst nergens voor terug om hun doel te bereiken, zo hebben ze bijvoorbeeld al de Luchtnomaden uitgeroeid en de Zuidelijke Waterstam balanceert op de rand van de afgrond.
Echter, de Vuurnatie is niet altijd een dictatuur geweest. Millennia geleden werd de Vuurnatie geregeerd door een raad van Wijzen, die naast het nationale beleid ook geïnteresseerd was in filosofie en spiritualiteit. Dit had veel weg van het beleid van de Luchtnomaden. De leidende Wijze werd ook wel Vuurheer genoemd door zijn hoge niveau van Vuursturen en spiritualiteit. Over de jaren heen, besloot de ‘Vuurheer’ alleen te gaan heersen en de andere Wijzen hielden zich voornamelijk nog met spiritualiteit bezig. Maar na elke generatie namen de spanningen tussen de Wijzen en de Vuurheer toe.
Toen Sozin aan de macht kwam, bleven de Wijzen loyaal aan Avatar Roku en na zijn dood wachten zij op de komst van de volgende Avatar. Deze kwam echter niet en na drie generaties, werden de Wijzen onderworpen aan de Vuurheer en ze adviseren hem over spirituele zaken.
Sindsdien heeft Vuurnatie veel weg van een dictatuur: het woord van de Vuurheer is wet in de Vuurnatie. De familie van de Vuurheer leeft in een groot paleis in de hoofdstad van de Vuurnatie.
De Vuurheer ten tijde van de serie Avatar: De Legende van Aang is Vuurheer Ozai, een harteloze man die de wereld wil veroveren. Hij heeft een dochter Azula die hem erg trouw is, en een verbannen zoon genaamd Zuko.
Zuko werd als tiener verbannen uit de Vuurnatie nadat hij tegen zijn vader had geprotesteerd en in een duel om respect te leren een litteken op zijn gezicht had overgehouden.
Nadat hij samen met Azula de Avatar dodelijk gewond achterliet in Ba Sing Se werd zijn eer hersteld, maar toch voelt hij zich niet thuis in de dictatuur van de Vuurnatie.
Na de mislukte invasie tijdens de eclips neemt hij het tegen zijn eigen vader op en vertrekt uit de Vuurnatie om de Avatar te helpen.

### Stamboom Vuurheren
Personen in geel zijn tot Vuurheer gekroond
|     |     |     |     |         |         |         |         | Roku    | Roku    | Roku | Roku | Roku            | Roku            |                 |                 |                 |                 |       |       |       |       |  |  | Sozin  | Sozin  | Sozin  | Sozin  | Sozin  | Sozin  |  |  |  |  |  |  |  |  |  |  |  |  |
|     |     |     |     |         |         |         |         | Roku    | Roku    | Roku | Roku | Roku            | Roku            |                 |                 |                 |                 |       |       |       |       |  |  | Sozin  | Sozin  | Sozin  | Sozin  | Sozin  | Sozin  |  |  |  |  |  |  |  |  |  |  |  |  |
|     |     |     |     |         |         |         |         | ?       | ?       | ?    | ?    | ?               | ?               |                 |                 | Ilah            | Ilah            | Ilah  | Ilah  | Ilah  | Ilah  |  |  | Azulon | Azulon | Azulon | Azulon | Azulon | Azulon |  |  |  |  |  |  |  |  |  |  |  |  |
|     |     |     |     |         |         |         |         | ?       | ?       | ?    | ?    | ?               | ?               |                 |                 | Ilah            | Ilah            | Ilah  | Ilah  | Ilah  | Ilah  |  |  | Azulon | Azulon | Azulon | Azulon | Azulon | Azulon |  |  |  |  |  |  |  |  |  |  |  |  |
|     |     |     |     |         |         |         |         |         |         |      |      |                 |                 |                 |                 |                 |                 |       |       |       |       |  |  |        |        |        |        |        |        |  |  |  |  |  |  |  |  |  |  |  |  |
|     |     |     |     |         |         |         |         |         |         |      |      |                 |                 |                 |                 |                 |                 |       |       |       |       |  |  |        |        |        |        |        |        |  |  |  |  |  |  |  |  |  |  |  |  |
|     |     |     |     |         |         |         |         | Ursa    | Ursa    | Ursa | Ursa | Ursa            | Ursa            |                 |                 | Ozai            | Ozai            | Ozai  | Ozai  | Ozai  | Ozai  |  |  | Iroh   | Iroh   | Iroh   | Iroh   | Iroh   | Iroh   |  |  |  |  |  |  |  |  |  |  |  |  |
|     |     |     |     |         |         |         |         | Ursa    | Ursa    | Ursa | Ursa | Ursa            | Ursa            |                 |                 | Ozai            | Ozai            | Ozai  | Ozai  | Ozai  | Ozai  |  |  | Iroh   | Iroh   | Iroh   | Iroh   | Iroh   | Iroh   |  |  |  |  |  |  |  |  |  |  |  |  |
|     |     |     |     |         |         |         |         |         |         |      |      |                 |                 |                 |                 |                 |                 |       |       |       |       |  |  |        |        |        |        |        |        |  |  |  |  |  |  |  |  |  |  |  |  |
|     |     |     |     |         |         |         |         |         |         |      |      |                 |                 |                 |                 |                 |                 |       |       |       |       |  |  |        |        |        |        |        |        |  |  |  |  |  |  |  |  |  |  |  |  |
| Mai | Mai | Mai | Mai | Mai     | Mai     |         |         | Zuko    | Zuko    | Zuko | Zuko | Zuko            | Zuko            |                 |                 | Azula           | Azula           | Azula | Azula | Azula | Azula |  |  | Lu Ten | Lu Ten | Lu Ten | Lu Ten | Lu Ten | Lu Ten |  |  |  |  |  |  |  |  |  |  |  |  |
| Mai | Mai | Mai | Mai | Mai     | Mai     |         |         | Zuko    | Zuko    | Zuko | Zuko | Zuko            | Zuko            |                 |                 | Azula           | Azula           | Azula | Azula | Azula | Azula |  |  | Lu Ten | Lu Ten | Lu Ten | Lu Ten | Lu Ten | Lu Ten |  |  |  |  |  |  |  |  |  |  |  |  |
|     |     |     |     |         |         |         |         |         |         |      |      |                 |                 |                 |                 |                 |                 |       |       |       |       |  |  |        |        |        |        |        |        |  |  |  |  |  |  |  |  |  |  |  |  |
|     |     |     |     | Izumi   | Izumi   | Izumi   | Izumi   | Izumi   | Izumi   |      |      | ?               | ?               | ?               | ?               | ?               | ?               |       |       |       |       |  |  |        |        |        |        |        |        |  |  |  |  |  |  |  |  |  |  |  |  |
|     |     |     |     | Izumi   | Izumi   | Izumi   | Izumi   | Izumi   | Izumi   |      |      | ?               | ?               | ?               | ?               | ?               | ?               |       |       |       |       |  |  |        |        |        |        |        |        |  |  |  |  |  |  |  |  |  |  |  |  |
|     |     |     |     |         |         |         |         |         |         |      |      |                 |                 |                 |                 |                 |                 |       |       |       |       |  |  |        |        |        |        |        |        |  |  |  |  |  |  |  |  |  |  |  |  |
|     |     |     |     |         |         |         |         |         |         |      |      |                 |                 |                 |                 |                 |                 |       |       |       |       |  |  |        |        |        |        |        |        |  |  |  |  |  |  |  |  |  |  |  |  |
|     |     |     |     | Iroh II | Iroh II | Iroh II | Iroh II | Iroh II | Iroh II |      |      | Izumi's dochter | Izumi's dochter | Izumi's dochter | Izumi's dochter | Izumi's dochter | Izumi's dochter |       |       |       |       |  |  |        |        |        |        |        |        |  |  |  |  |  |  |  |  |  |  |  |  |

## Militaire troepen
Het leger van de Vuurnatie is de sterkste van de Vier Naties. Dit komt vooral door de welvaart van de maatschappij en hun technologische voorsprong. Het leger van de Vuurnatie maakt actief gebruik van gepantserde schepen en een grote verscheidenheid aan oorlogsmachines op het land.
Door het gebruik van een vurige komeet die de Vuurmeesterkrachten enorm vergrootte, slaagde de Vuurnatie erin om de Luchtnomaden al snel uit te schakelen. Hoewel de Vuurnatie op twee fronten vecht, zowel tegen de Waterstammen als tegen het Aarde Rijk, is ze aan de winnende hand. Het wordt duidelijk dat tenzij de Avatar de Vuurnatie stopt, zij de oorlog zal winnen. De Zuidelijke Waterstam is ernstig verzwakt, de Noordelijke Waterstam heeft niet de mankracht om de Vuurnatie aan te vallen en in "De Tweesprong van het Lot" verliest het Aarde Rijk zijn laatste grote stad aan de Vuurnatie.

### Leger
Het Vuurnatieleger bestaat uit Vuurmeesters en zowel mannelijke als vrouwelijke voetsoldaten, die meestal speren, zwaarden en schilden hanteren. De meerderheid van de Vuurmeestersoldaten dragen witte, schedelachtige maskers. Deze maskers kunnen gebruikt worden om tegenstanders angst in te boezemen. Voor praktische hergebruik kunnen de maskers uit de helm verwijderd worden. Officieren dragen dit overigens niet. Gewone voetsoldaten dragen kegelvormige helmen zonder masker. Soldaten hebben verschillende uniformen, afhankelijk van de locatie waarin ze gestationeerd zijn. Zo dragen Elite Vuurmeesters, die als het Koninklijke Gevolg dienen, een geheel rood en gedetailleerd pantser met drie ogen in hun masker.
De cavalerie van de Vuurnatie bestaat uit Komodo-Neushoorns. Dit zijn kruisingen tussen een Neushoorn en een Komodo Draak. Ze hebben 3 hoorns, net als een Triceratops en een lange zweep staart. Hun gezicht is zwaar bepantserd en worden gebruikt voor het trekken van karren en het dragen van mensen zowel voor militairen en burgers.

### Marine
Doordat de Vuurnatie een eilandenrijk is hebben ze een sterke marine ontwikkeld. De marine van Vuurnatie bestaat uit honderden gepantserde oorlogsschepen die op kolen werken. De Vuurnatie heeft al het aardewerk verwijderd uit het metaal waar hun schepen van worden gemaakt om er zeker van te zijn dat Aardemeesters hun schepen niet kunnen beschadigen met hun stuurkunsten. De schepen worden voor uiteenlopende zaken gebruikt, zoals het verplaatsen van troepen, bombardementen en het creëren van blokkades.
De Vuurnatie beschikt ook over jetski’s. Deze voertuigen kunnen maximaal twee passagiers vervoeren en zijn erg snel en wendbaar. Ze zijn bedoeld voor korte reizen over het water en worden ook wel gebruikt voor het patrouilleren over water dan voor echte oorlogsvoering.
Vergeleken met Zuko’s schip is dat van Azula groter, sneller en moderner. Het koninklijke schip is de trots van de Vuurnatie marine en is het meest geavanceerde schip in hun vloot. Onder Azula’s bevel wordt het schip bewaakt door leden van het Koninklijk Gevolg, een elitegroep Vuurmeesters gekleed in een uniek uniform. Dit schip is vooral uniek vanwege de driepuntige boeg en een pagode toren.

### Luchtmacht
Tegen het einde van “De Noordelijke Luchttempel” verkreeg de Vuurnatie een “oorlogsballon”, een primitieve heteluchtballon ontworpen door de Mechanist, een uitvinder uit het Aarde Rijk die de Vuurnatie had gedwongen wapens voor hen te ontwerpen. De sleutel om de ballon te besturen was de creatie van een klein apparaat waardoor de piloot de hoeveelheid hete lucht kan bepalen en daardoor het stijgen en het dalen van de ballon. Door de mogelijkheid zware vrachten te kunnen vervoeren en te kunnen vliegen is de heteluchtballon een mogelijk wapen. Zoals Oorlogsminister Qin zei: “Deze nederlaag is het begin van vele overwinningen.”
Tegen het einde van de mislukte Vuurnatie invasie verschenen de oorlogsballonnen wederom en werden succesvol gebruikt om de strijd te beëindigen. Door het gebruik van dezelfde techniek die de Mechanist had gebruikt bij het creëren van de heteluchtballon, is het de Vuurnatie gelukt om enorme luchtschepen te fabriceren. Vele malen groter en gevaarlijker dan het origineel, zijn de luchtschepen in staat om een bemanning van 50 man te dragen waaronder vele Vuurmeesters en ze zijn in staat lange afstanden te vliegen. De schepen zijn in staat bommen te laten vallen en aan de zijkant zijn uitposten waar Vuurmeesters met veiligheidsriemen om het vuur kunnen openen op hun vijanden op de grond.

## De geschiedenis van de Vuurnatie
De oorsprong van de Vuurnatie is niet bekend. Wel is bekend dat de Vuurnatie met geweld tot een eenheid is gesmeed en dat de regerende vorst de naam "Vuurheer" aannam.
De Vuurheren waren aanvankelijk in vrede en vriendschap verbonden met de andere drie rijken. Harmonie heerste op de wereld, en de Vuurnatie bereikte een toppunt in economie en bevolkingsaantallen.
Wanneer Vuurheer Sozin aan de macht komt beginnen zich echter veranderingen voor te doen: de kennis van fabrieken en het Vuursturen werd niet langer gebruikt voor economische en politieke doeleinden, maar er werd een machtig militair leger geschapen. De Vuurmarine was hier een voorbeeld van: een grote vloot zwaarbewapende schepen.
Nadat Avatar Roku - door verraad van Vuurheer Sozin - overleden is bij een vulkaanuitbarsting begint Sozin een grote oorlog om de wereld de wil van de Vuurnatie op te dringen.

## De oorlog
Omdat Sozin wist dat na Roku de volgende Avatar in het rijk van de Luchtnomaden zou worden geboren richt hij een massale genocide tegen deze volkeren op. Slechts enkele Luchtmeesters overleven het door naar het Aarderijk of de Waterstammen te vluchten. Het Luchtrijk houdt hierbij op te bestaan.
Vervolgens verspreidt de oorlog zich door heel de wereld. Op de Zuidpool wordt het grootste gedeelte van de Zuidelijke Waterstam op de Zuidpool gereduceerd tot een klein aantal zichzelf verschuilende mensen.
De Noordpool houdt echter stand en stuurt het Aarderijk hulp, dat de aanval van de Vuurnatie grotendeels alleen opvangt. Hierbij worden delen van het Aarderijk bezet. Het weinige bekende over deze periode is een aanval van Iroh op Ba Sing Se, waarbij voor het eerst in de geschiedenis de Buitenmuren van de stad doorbroken worden. Door de dood van zijn zoon Lu Ten trekt Iroh zich echter terug.
Honderd jaar later wordt de nieuwe Avatar gevonden, een Luchtmeester genaamd Aang. De Vuurnatie maakt jacht op hem, maar de oorlog gaat ook door: het Aarderijk Omashu wordt bezet, en de Noordpool weet ternauwernood een invasie af te slaan. Uiteindelijk veroveren ze de hoofdstad van de Aardenatie: Ba Sing Se.
Er wordt echter duidelijk dat, ondanks de val van het Aarderijk, een invasie van de Vuurnatie op touw wordt gezet door de Avatar en zijn medewerkers om Vuurheer Ozai eens en voor altijd te verslaan.
De invasie van de Vuurnatie is vervolgens een steek in het hart van Vuurheer Ozai: de keizerlijke hoofdstad wordt bezet, maar alles blijkt een val te zijn: de Aardkoning heeft in Ba Sing Se per ongeluk tegen prinses Azula - toen verkleed als een Koyoshi krijgster - verteld over de invasie, en de Vuurnatie wint de veldslag met vijf grote luchtschepen.

## Technologie in de Vuurnatie
De Vuurnatie is de sterkste van de vier naties in de oorlog. Dit is mede te danken aan technische hulpmiddelen die de Vuurnatie gebruikt voor haar imperialistische oorlogen.
Het Vuurleger gebruikt tanks met openingen voor Vuurstuurders tijdens aanvallen, waarmee hun stootkracht aanzienlijk vergroot wordt (voor het eerst gezien tijdens de belegering van de Noordelijke Luchttempel).
Verder zet de Vuurnatie tijdens een eerste aanval op Ba Sing Se een enorme boor in die immuun is voor de wapens van de Aardemeesters op de Grote Muren. Alleen door tussenkomst van de Avatar wordt Ba Sing Se gered.
Verder is de Vuurnatie de enige die gemechaniseerde schepen heeft in de Vuurmarine. Vergeleken met de schepen van de Waterstammen - de traditionele Waternatie - hebben deze een veel sterker pantser en katapulten om bombardementen en zeegevechten te leveren tegen Waterstammen.